# 오부케촌 (이와테현)
오부케촌(大更村)은 1955년까지 이와테현 이와테군의 북서부에 위치했던 촌이다. 현재의 하치만타이시에 해당한다.

## 연혁
- 1889년 4월 1일 - 정촌제가 시행으로 기타이와테 군 오부케촌이 성립하였다.
- 1896년 3월 29일 - 기타이와테 군과 미나미이와테 군이 합병해 이와테 군이 되었다.
- 1956년 9월 30일 - 다이라다테촌, 데라다촌, 덴도촌과 합병해 니시네촌이 되었다.

## 교통

### 철도
- 일본국유철도 하나와선

## 참고서적
- 『이와테현 정촌 합병지』(이와테현 총무부 지방과, 1957년)